# South Walsham
South Walsham is een civil parish in het bestuurlijke gebied Broadland, in het Engelse graafschap Norfolk met 845 inwoners.